# USS Billfish (SS-286)
Za druga plovila z istim imenom glejte USS Billfish.
USS Billfish (SS-286) je bila jurišna podmornica razreda Balao v sestavi Vojne mornarice Združenih držav Amerike.